# Hassan Ridgeway
Hassan Ridgeway (Richmond, California, 2 de noviembre de 1994) apodado The Green Mile, es un jugador profesional estadounidense de fútbol americano que se desempeña en la posición de defensive tackle en Houston Texans, equipo de la National Football League (NFL).

## Carrera
Fue seleccionado en la cuarta ronda en la Reunión Anual de Selección de Jugadores de la NFL de 2016. Hizo su debut profesional con el equipo Indianapolis Colts, en el cual jugó tres temporadas (2016-2019), después pasó a Philadelphia Eagles (2019-2022), posteriormente a San Francisco 49ers (2022-2023), luego a Houston Texans, donde lleva jugando una temporada.